# (5738) Billpickering
(5738) Billpickering es un asteroide perteneciente a asteroides que cruzan la órbita de Marte descubierto el 27 de octubre de 1989 por Eleanor F. Helin desde el Observatorio del Monte Palomar, Estados Unidos.

## Designación y nombre
Designado provisionalmente como 1989 UY3. Fue nombrado Billpickering en homenaje a William H. Pickering, exdirector del Laboratorio de Propulsión a Reacción. Bajo su dirección, las sondas instrumentadas se enviaron primero a los planetas interiores, y se comenzó a trabajar en el «Gran Recorrido» de los planetas exteriores. Fue pionero en el desarrollo de la telemetría, que se convertiría en la herramienta esencial del programa de exploración espacial. En sus años como administrador, alentó importantes avances en ciencia y tecnología espacial. Muchos de estos llevaron a nuevos inventos, y algunos generaron nuevas industrias. Su inspiración y liderazgo establecieron el programa estadounidense para la exploración del sistema solar.

## Características orbitales
Billpickering está situado a una distancia media del Sol de 2,735 ua, pudiendo alejarse hasta 4,046 ua y acercarse hasta 1,425 ua. Su excentricidad es 0,479 y la inclinación orbital 21,77 grados. Emplea 1652,95 días en completar una órbita alrededor del Sol.

## Características físicas
La magnitud absoluta de Billpickering es 15.